# Федорівська сільська рада (Кропивницький район)
| Федорівська сільська рада — колишній орган місцевого самоврядування у Кропивницькому районі Кіровоградської області з адміністративним центром у с. Федорівка. Сільській раді підпорядковані населені пункти: - с. Федорівка - с. Миколаївські Сади |

## Склад ради
Рада складається з 14 депутатів та голови.

### Керівний склад ради
| ПІБ                        | Основні відомості                                                                          | Дата обрання | Дата звільнення |
| -------------------------- | ------------------------------------------------------------------------------------------ | ------------ | --------------- |
| Кукало Сергій Пилипович    | Сільський голова, 1958 року народження, освіта, член Соціал — демократичної партії України | 26.03.2006   | 31.10.2010      |
| Глушко Олександр Євгенович | Сільський голова, 1961 року народження, освіта вища, безпартійний                          | 31.10.2010   |                 |

Примітка: таблиця складена за даними джерела

## Населення
Згідно з переписом УРСР 1989 року чисельність наявного населення села становила 1495 осіб, з яких 648 чоловіків та 847 жінок.
За переписом населення України 2001 року в селі мешкало 806 осіб.

### Мова
Розподіл населення за рідною мовою за даними перепису 2001 року:
| Мова       | Відсоток |
| ---------- | -------- |
| українська | 96,96 %  |
| російська  | 1,65 %   |
| білоруська | 0,51 %   |
| молдовська | 0,38 %   |
| інші       | 0,50 %   |